# Agonista de la dopamina
Un agonista de la dopamina o agonista dopaminèrgic és un compost que activa els receptors de la dopamina. Hi ha dues famílies de receptors de dopamina, de tipus D1 i de tipus D2. Tots són receptors acoblats a proteïnes G. Els receptors D1- i D5- pertanyen a la família D1-like i a la família D2-like que inclou els receptors D2, D3 i D4. Els agonistes de la dopamina s'utilitzen principalment en el tractament de la malaltia de Parkinson i, menys, en la hiperprolactinèmia i la síndrome de cames inquietes. També s'utilitzen, fora d'etiqueta, en el tractament de la depressió clínica. L'ús d'agonistes de dopamina s'associa amb el trastorn del control d'impulsos i la síndrome d'abstinència als agonistes de la dopamina.